# Tabaria opilioides
Tabaria opilioides är en insektsart som beskrevs av Walker, F. 1870. Tabaria opilioides ingår i släktet Tabaria och familjen vårtbitare. Inga underarter finns listade i Catalogue of Life.